# Martin Pavlíček
Martin Pavlíček (29. dubna 1946 - ?) byl český hokejový útočník.

## Hokejová kariéra
V československé lize hrál za Teslu Pardubice a TJ Gottwaldov. Odehrál 3 ligové sezóny. S Teslou Pardubice získal v roce 1973 mistrovský titul. Ve druhé lize hrál i za Stadion Hradec Králové.

## Klubové statistiky
| Sezona    | Klub                   | Soutěž  | Základní část | Základní část | Základní část | Základní část | Základní část |
| Sezona    | Klub                   | Soutěž  | Z             | G             | A             | B             | TM            |
| --------- | ---------------------- | ------- | ------------- | ------------- | ------------- | ------------- | ------------- |
| 1971/1972 | Tesla Pardubice        | 1. liga | -             | -             | -             | -             | -             |
| 1972/1973 | Tesla Pardubice        | 1. liga | -             | -             | -             | -             | -             |
| 1974/1975 | TJ Gottwaldov          | 1. liga | 34            | 8             | 8             | 16            | -             |
| 1975/1976 | TJ Gottwaldov          | 2. liga | -             | -             | -             | -             | -             |
| 1978/1979 | Stadion Hradec Králové | 2. liga | -             | -             | -             | -             | -             |